# Acide pristanique
L'acide pristanique est un acide gras saturé terpénoïde qu'on trouve dans les lipides des éponges d'eau douce, du krill, des vers de terre, des baleines, du lait maternel humain, la matière grasse du lait de vache, ainsi que, à des concentrations micromolaires, dans le plasma sanguin des personnes saines. Il est généralement présent avec l'acide phytanique, dont il dérive par α-oxydation ; il est également apporté par l'alimentation. Aux concentration physiologiques, c'est un ligand naturel pour le PPARα. L'acide pristanique est dégradé en propionyl-CoA par β-oxydation dans les peroxysomes du foie. Il peut s'accumuler, avec l'acide phytanique, dans certaines maladies génétiques telles que le syndrome de Zellweger.